# Matthew Wilson (nuotatore)
Matthew Wilson (8 dicembre 1998) è un nuotatore australiano.

## Palmarès
- Mondiali

Budapest 2017: argento nella 4x100m misti mista.
Gwangju 2019: oro nella 4x100m misti mista e argento nei 200m rana.
Budapest 2022: argento nella 4x100m misti mista.
- Campionati panpacifici

Tokyo 2018: bronzo nei 200m rana.
- Mondiali giovanili

Singapore 2015: argento nei 200m rana e nella 4x100m misti mista e bronzo nella 4x100m misti.